# Liste der Monuments historiques in Sceaux
Die Liste der Monuments historiques in Sceaux führt die Monuments historiques in der französischen Gemeinde Sceaux auf.

## Liste der Bauwerke
| Bezeichnung             | Beschreibung | Standort                                                             | Kennzeichnung | Schutzstatus           | Datum               | Bild           |
| ----------------------- | ------------ | -------------------------------------------------------------------- | ------------- | ---------------------- | ------------------- | -------------- |
| Kirche St-Jean-Baptiste |              | 1, rue Docteur-Berger (Lage)                                         | PA00088147    | Inscrit                | 1929                | weitere Bilder |
| Lycée Lakanal           |              | 3–7, avenue du Président-Roosevelt (Lage)                            | PA92000009    | Inscrit                | 2001                | weitere Bilder |
| Lycée Marie-Curie       |              | 1, rue Constant-Pilate (Lage)                                        | PA92000008    | Inscrit                | 2001                | weitere Bilder |
| Haus von André Lurçat   |              | 21, rue Paul-Couderc (Lage)                                          | PA92000020    | Inscrit                | 2010                | weitere Bilder |
| Maison Badin            |              | 31, rue Paul-Couderc (Lage)                                          | PA92000022    | Inscrit                | 2014                | weitere Bilder |
| Maison Le Chalet Blanc  |              | 2, rue du Lycée (Lage)                                               | PA00088148    | Inscrit                | 1975                | weitere Bilder |
| Viehmarkt               |              | 35 à 41, allée de Trévise 146, 148, avenue du Général-Leclerc (Lage) | PA00088181    | Inscrit                | 1992                | weitere Bilder |
| Parc de Sceaux          |              | (Lage)                                                               | PA00088146    | Inscrit Classé Inscrit | 1925 1928 1931 1993 | weitere Bilder |
| Villa Larrey            |              | 2bis, boulevard Desgranges (Lage)                                    | PA92000007    | Inscrit                | 2000                |                |
| Villa Trapenard         |              | 5, avenue Le-Nôtre (Lage)                                            | PA92000014    | Inscrit                | 2005                | weitere Bilder |

## Liste der Objekte
- Monuments historiques (Objekte) in Sceaux in der Base Palissy des französischen Kultusministeriums